# Felix Owolabi
Felix Owolabi (né le 24 janvier 1956 dans la  fédération du Nigeria) est un footballeur international nigérian, qui évoluait au poste de milieu de terrain.

## Biographie

### Carrière en sélection
Avec l'équipe du Nigeria, il figure dans le groupe des sélectionnés lors des Coupes d'Afrique des nations de 1978 et de 1980. Son équipe remporte la compétition en 1980.
Il participe également aux Jeux olympiques de 1980. Lors du tournoi olympique organisé en Union soviétique, il joue un match face au Koweït.
Il dispute enfin 4 matchs comptant pour les tours préliminaires de la coupe du monde 1982.

## Palmarès
Nigeria
- Coupe d'Afrique des nations (1) :
  - Vainqueur : 1980
  - Troisième : 1978